# Acanthoscurria juruenicola
Acanthoscurria juruenicola là một loài nhện trong họ Theraphosidae.
Loài này thuộc chi Acanthoscurria. Acanthoscurria juruenicola được Cândido Firmino de Mello-Leitão miêu tả năm 1923.